# Titti Strandberg
Titti Kerstin Inger Lundin, känd under tidigare namnet Titti Strandberg, tidigare Lech, ursprungligen Kerstin Inger Lundin, född 11 november 1955 i Dala-Floda i Floda församling i Kopparbergs län, är en svensk f.d. äventyrare och föreläsare. 
Strandberg var aktiv som äventyrare från sommaren 1990 fram till augusti 2006 då hon skilde sig från Mikael Strandberg. 
Hon har genomfört expeditioner i bland annat Nya Zeeland, Patagonien och Östafrika. Hon var projektledare hemifrån för den tio månader långa Sibirienexpeditionen, 350 mil med skidor och kanot längs Kolymafloden i nordöstra Sibirien, som hennes dåvarande make Mikael Strandberg och dennes kompanjon Johan Ivarsson genomförde år 2004.
Titti Strandberg var 1974–1990 gift med Duv Lars Gunnar Lech (född 1948) och 1995–2006 med Mikael Strandberg, varefter hon återtagit flicknamnet Lundin. Hon har två barn, födda 1975 och 1979.

## Resor
- År 1992 › 350 mil på cykel genom Nya Zeeland, 3 månader
- År 1997-98 › Patagonien 300 mil till häst
- År 2000 › 100 mil till fots genom Massajland

### Webblänkar
- Artikeln "Strandbergs blir Fellows" i Utsidan 2003-02-18
- Expedition Siberia 2004
- Titti Strandberg i Svensk mediedatabas